# TK51
TK51（てぃけい ごー いち）は、京セラによって開発された、KDDIのツーカーブランドの第二世代携帯電話 (PDC) 端末製品である。

## 概要
ツーカーセルラー東京（KDDI ツーカー東京）、ツーカーセルラー東海（KDDI ツーカー東海）、ツーカーホン関西（KDDI ツーカー関西）が発売した。ツーカーのシンプル路線の流れをくんだ端末で、キャッチコピーは美しさと薄さへのこだわり。さらに使いやすいケータイへ。48×48ドットの超デカ文字表示字を利用することもできる。カメラ・メモリースロットに関しては非搭載。サブ液晶も採用していない。コンパクトボディを採用しており、最薄部で17mmの厚みになっている。ボディ背面はアルミパネルを配している。
ツーカーで発売された携帯電話は、これが最終機種となる。発売直後にツーカー3社はKDDIに合併されたが、合併後は新機種の登場がなく、そのままサービス終了となった。

## 歴史
- 2005年5月25日：電気通信端末機器審査協会 (JATE)通過
- 2005年5月27日：技術基準適合証明 (TELEC) 通過
- 2005年8月3日：ツーカー各社より販売すると発表
- 2005年8月：発売
- 2006年12月31日:供給および販売終了